# Hu Xiansu
Hu Xiansu (cinese semplificato: 胡先骕; cinese tradizionale: 胡先驌; Pinyin: Hú Xiānsù; Wade-Giels: Hu Hsien-Hsu) (Nanchang, 24 maggio 1894 – Pechino, 16 luglio 1968) è stato un botanico e uno studioso molto influente cinese.
Fu uno dei fondatori della tassonomia delle piante in Cina e un pioniere della moderna ricerca botanica in questo paese.

## Biografia
Insieme con i suoi colleghi della Società di Scienze cinese, in particolare lo zoologo Bing Zhi, nel 1928, Hu fondò l'Istituto di Ricerca per la Biologia Jingsheng, il primo istituto per le ricerche biologiche nel paese; Hu fu un leader fondamentale di questo istituto, che poi divenne l'Istituto di Ricerca per la Zoologia e la Botanica dell'Academia Sinica.
Egli ebbe un ruolo importante nella fondazione della Società Botanica cinese.
Inoltre costituì la prima piantagione per ricerche botaniche sul Moute Lu, nello Jiangxi, e intraprese e guidò un'esplorazione in larga scala della flora cinese.
Tra il 1940 e il 1944, fu presidente fondatore dell'Università Nazionale di Chung Cheng (in seguito nota col nome di Università Nazionale di Nanchang).
Negli anni quaranta svolse un ruolo importante, assieme con Wan Chun Cheng, nell'identificazione e l'assegnazione del nome di una nuova specie vivente del genere Metasequoia, in precedenza nota solo tramite fossili, provenienti dallo Sichuan.
Negli anni cinquanta, Hu manifestò la sua posizione apertamente critica nei confronti delle dottrine anti-mendeliane di Trofim Lysenko e relative alla genetica e alle pratiche agricole. Questo nonostante le pesanti influenze sovietiche e le pressioni politiche dell'epoca.

## Opere principali
- insieme a R. C. Ching, Icones filicum sinicarum, 1930.
- insieme a Woon-Young Chun, Icones plantarum sinicarum, 1927-1937.